# Bison bison bison
El bisonte americano de llanura (Bison bison bison) es una subespecie del bisonte americano (Bison bison), siendo la otra el bisonte de bosque (Bison bison athabascae). Además, se ha sugerido que el bisonte americano de llanura podría estar dividido en el una subespecie norteña (Bison bison montanae) y una sureña, siendo un total de tres. No obstante, esta teoría, generalmente, no es admitida.
El bisonte americano de llanura ha sido introducido en un número de localizaciones de Norteamérica. Es un animal bastante bien introducido en zoológicos de todo el mundo.